# مت بندورانت
مت بندورانت (انگلیسی: Matt Bondurant؛ زادهٔ ۱ ژانویهٔ ۱۹۷۱) پدیدآور، رمان‌نویس، استاد دانشگاه، و نویسنده اهل ایالات متحده آمریکا است. از مهم‌ترین کتاب‌های او می‌توان به خیس‌ترین محله جهان اشاره کرد که فیلم بی‌قانون بر اساس آن ساخته شده‌است.